# Corybas urikensis
Corybas urikensis är en orkidéart som beskrevs av Pieter van Royen. Corybas urikensis ingår i släktet Corybas, och familjen orkidéer. Inga underarter finns listade i Catalogue of Life.